# Őribükkösd
Őribükkösd (németül: Buchschachen), Alhó településrésze, egykor önálló község Ausztriában Burgenland tartományban a Felsőőri járásban.

## Fekvése
Felsőőrtől 10 km-re északnyugatra fekszik.

## Története
A település helyén már 1263-ban említenek egy "Sah" nevű lakatlan erdős területet, melyet IV. Béla király a Köveskuti családnak adományoz védelmi célokra. Az oklevél szerint ez a terület a Lapincstól egészen  a Stögersbachig húzódott. Itt épült fel az a 13. századi vár, melynek maradványai a településtől északra emelkedő Tábor-hegyen ma is láthatók. 1334-ben "Saah", 1478-ban "Sah aliter Sahen", 1455-ben "Sah alias Schachen interior" néven szerepel a korabeli oklevelekben.
1527-ben I. Ferdinánd király a rohonci és szalónaki uradalmakat Batthyány Ferencnek adta és ettől fogva a Batthyány család birtoka volt. Őribükkösd első okleveles említése 1532-ben "Puechschachen" néven a szalónaki uradalom urbáriumában történt. Még ebben az évben elpusztította a török, de újjáépítették. A reformáció valószínűleg Batthyány Boldizsár és Ferenc uralma alatt az 1570 és 1610 közötti időszakban terjedt el a településen. A település a kuruc háborúk után indult fejlődésnek. 1744-ben 93 jobbágy és 3 zsellércsalád lakta. 1750-ben nagyobb cigánykolónia telepedett le a faluban. Első iskolája 1822-ben egy egykori parasztházban nyílt meg, 1860-ban átépítették és bővítették. Ekkor épült tornya is.
Vas vármegye monográfiája szerint " Bükkösd, nagy falu, 173 házzal és 1007 németajkú r. kath. és ág. ev. vallású lakossal. Postája Kiczléd, távirója Felső-Eör. A közel fekvő Tábor hegyen sánczokkal körülvett erődítvény nyomai látszanak."
1910-ben 1010, többségben német lakosa volt, jelentős cigány kisebbséggel. A trianoni békeszerződésig a község Vas vármegye Felsőőri járásához tartozott. 1921-ben Ausztria Burgenland tartományának része lett. 1945-ben a falu területe három hétig volt hadszíntér. 1971-ben a szomszédos Alhóval egyesítették.

## Nevezetességei
13. századi vár maradványai a Tábor-hegyen.

## Külső hivatkozások
- Alhó hivatalos oldala
- Őribükkösd a dél-burgenlandi települések weboldalán